# پروآنتوسیانیدین بی۵
پروآنتوسیانیدین بی۵ (به انگلیسی: Proanthocyanidin B5) با فرمول شیمیایی C۳۰H۲۶O۱۲ یک ترکیب شیمیایی با شناسه پاب‌کم ۱۲۴۰۱۷ است. که جرم مولی آن ۵۷۸٫۵۲ g/mol می‌باشد. 